# دوبروساو کرستیچ
دوبروساو کرستیچ (انگلیسی: Dobrosav Krstić؛ ۵ فوریهٔ ۱۹۳۲ – ۳ مهٔ ۲۰۱۵) بازیکن و مربی فوتبال اهل یوگسلاوی بود.
از باشگاه‌هایی که در آن بازی کرده‌است می‌توان به باشگاه فوتبال سوشو و باشگاه فوتبال وویوودینا اشاره کرد.
وی همچنین در تیم ملی فوتبال یوگسلاوی بازی کرده‌است.